# Opetiopalpus
Opetiopalpus — род жесткокрылых насекомых семейства пестряков.

## Описание
Глаза спереди со слабой выемкой. Последний членик обеих пар щупалец заострён на вершине.

## Систематика
В составе рода:
- Opetiopalpus bicolor (Laporte de Castelnau, 1836)
- Opetiopalpus hybridus (Baudi, 1873)
- Opetiopalpus scutellaris (Panzer, 1797)
- Opetiopalpus wagneri Schenkling, 1926